# Sumoilacija histonov
Sumoilacija je še ena od modifikacij histonov, ki pa regulira represijo transkripcije. Small ubiquitin-related modifier (SUMO) je  podoben ubikvitinu, tako po sestavi, kot tudi po 3D struktur . 
Medtem ko ima ubikvitin pomembno vlogo pri degradaciji nukleosoma, SUMO ne vpliva na stabilnost tega kompleksa. SUMO je zelo razširjen protein, saj so ga raziskovalci našli skoraj pri vseh evkariontskih organizmih.
Tudi sumoilacija poteka na lizinih histonov H2A, H2B, H3 in H4. Znano pa je tudi da se veže tudi na veliko drugih regulatornih  proteinov v celici. Sumoilacija histona H4 sovpada z represijo transkripcije. In sumoilacija H4 je veliko pogostejša  kot sumoilacija ostalih histonov .
Sumo-H4 povezan s kromatinom se pri imunoprecipitira skupaj z endogeno histonsko deacetilazo 1 (HDAC1) in HP1. To dokazuje da je sumoilacija histona H4 povezana še z drugimi komponentami, ki regulirajo gensko represijo .
Aktivacija kromatina se prične z acetilacijo histonov s pomočjo acetiltransferaze. Potem ko transkripcija DNA poteče do konca pričnejo delovat proteini, ki zavirajo transkripcijo. Signal za pričetek delovanja sumoilacijskih encimov je verjetno kar začetek acetilacije oz. sama acetilacija histonov. To dokazuje tudi poskus, v katerem so dokazali, da s povečanjem acetilacije H4 poraste tudi sumuilacija H4. V naslednjem koraku HDAC odstrani acetilne skupine in metiltransferaza metilira histone in omogoči vezavo HP1, kar povzroči ponovno kondenzacijo kromatina. Ker so raziskovalci pri tem zasledili povečano sumoilacijo še pred delovanjem HDAC/HP1, domnevajo da je sumoilacija verjetno signal za prehod od aktivacije do represije kromatina . SUMO verjetno pri tem blokira vezavno mesto na lizinu in s tem preprečuje zmožnost acetilacije in ubikvitinizacije histonov.